# Parker Fly
A Parker Fly egy forradalmian modern elektromos gitár, melyet Ken Parker amerikai hangszerész cége, a Parker Guitars tervezett 1992-ben. A gitár különleges kialakítása révén rendkívül könnyű, tömege mindössze 2,5 kg. Az alacsony tömeget a különleges fafajták és modern szintetikus anyagok használatának ötvözésével érik el.
Forgalomban lévő változatai:
- Fly Classic
- Fly Deluxe
- Fly Mojo
- Fly Mojo Single Cutaway
- Fly Mojo Snakeskin

## Felépítése
A Parker Fly gitárok teste egy rendkívül vékony fa alapot borító szintetikus anyagra épül. A könnyű fa biztosítja a hangszertest rezgését, míg a külső borítás erőt és stabilitást kölcsönöz a hangszernek. A felhasznált faanyag többféle lehet, de a régebbi modellek esetében általában amerikai hárs, lucfenyő, vagy éppen éger volt használatos. Az újabb modelleknél már a jávorfa és a mahagóni a gyakoribb.
A különös alakú dupla bevágás alul jó hozzáférést biztosít a magas fekvésekhez, hiszen ennek köszönhetően a 21. érintőnél találkozik a nyak a testtel. A nyakat egy speciális „finger joint” technikával rögzítik, melynek köszönhetően a ragasztott nyak egy testen átmenő nyak sarokprofiljával rendelkezik. A fogólap minden esetben szintetikus anyagból készül rozsdamentes acél érintőkkel, melyek az általánosan elterjedt nikkel-ezüsttel szemben keményebbek mint a húrok legtöbb összetevője, így jóval tartósabbak.
A keskeny gitárfej olyan szögben törik meg, hogy a húrok tökéletesen egyenesen haladhassanak át a felső nyergen a kangolókulkcsok felé, így minimalizálva a nyeregre nehezedő nyomást. A nyereg egyébként a Graph Tech Trem Nut névre hallgat és egy teljesen szintetikus, a grafitnál is csúszósabb anyagból készült. A kulcsok Sperzel satus hangológépek.
A húrlábba piezoelektromos hangszedőket integráltak, amelyek egy elektroakusztikus gitárhoz hasonlóan felveszik a húrok és a hangszertest rezgését is, így akusztikus gitárhoz hasonló hangjelet küldve az erősítőnek. Ez tetszés szerint kiiktatható, vagy akár keverhető az elektromágneses hangszedő jeleivel is, egyedi hangzást létrehozva. A húrláb egyébként sokféle lehet. Rendelhető lebegő „Floyd Rose” tremolóval, de lehet akár fix hidas is.

## Külső hivatkozások
- Hivatalos honlap